# Mac OS X Public Beta
O Mac OS X Public Beta (internamente conhecido pelo codinome "Kodiak") foi uma versão beta do sistema operacional Mac OS X "Cheetah". Ele foi lançado para o público em 13 de setembro de 2000 por US$ 29.95. Ele permitia que desenvolvedores de programas pudessem testar a prévia do sistema e desenvolver programas para o sistema operacional antes de seu lançamento oficial. A versão americana tinha um código de build de 1H39 e a versão internacional tinha um build de código 2E14 .

## Mudanças técnicas
Com o advento do Mac OS X Public Beta vieram mudanças técnicas essenciais, sendo a maioria cortesia do núcleo do Darwin 1.2.1, incluindo duas funcionalidades que os usuários de Mac já tinham antecipado por quase uma década: multitask preemptivo e proteção de memória. E em junho de 2000 na MacWorld Expo, Steve Jobs demonstrou "Bomb.app".

## Aplicativos nativos
O Beta Público incluía muitos dos programas padrões inclusos com o Mac OS X hoje, tais como o TextEdit, Preview.app, Mail.app, Quicktime Player e o Terminal.app. Também inclusos nele, mas não em mais nenhuma outra versão subsequente do sistema, existia uma simples reprodutor de MP3 (iTunes ainda não havia sido introduzido), Sketch, um programa de desenho vetorial, e o HTMLEdit, um editor HTML denominado de WYSIWYG, herdado do WebObjects.

## Expiração
Mac OS X Public Beta expirou na primavera de 2001.
O Mac OS X v10.0 foi o primeiro lançamento do Mac OS X. Ele se tornou disponível em março de 2001. Proprietários da versão Public Beta tiveram um desconto de US$ 30 sobre o preço da primeira versão do Mac OS X 10.0.